# Ян Казимир Пашкевич

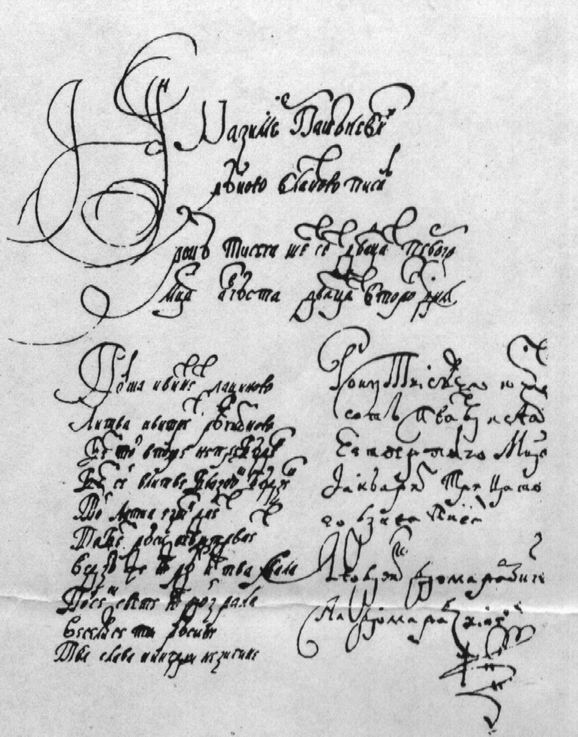
Автограф поезії
«Полска квитнет лациною…»

Ян Казимир Пашкевич (рус. Ян Казимер Пашъкевич; пом. 1635 або 1636) — руський поет з Великого князівства Литовського XVII століття. Біографічних відомостей про нього майже не збереглося.
Можливо, походив зі шляхетського роду герба «Радван» з Ошмянщини.
Зберігся його єдиний поетичний твір руською мовою «Полска квитнет лациною…» (датований 22 серпня 1621, опублікований у 1842). У ньому виражені особливості силабо-тонічного віршування. Як свідчать його зміст, поетична форма і мова, автор був людиною мирською (можливо, протестантом), високо освіченою й патріотично настроєною, либонь, руським шляхтичем або міщанином. Твір зберігся у Слуцькому списку Статуту ВКЛ 1529 року; він містить 5 інших автографів поета, а також записи сторонніх осіб, які вказують на те, що у першій половині XVII століття рукопис містився у Вільні, де, імовірно, і був написаний вірш:
| Оригінал вірша | Сучасною українською |
| --- | --- |
| Полска квитнетъ лациною, Литва квитнетъ русчызною: Безъ той въ Полщє не пребудешъ, Безъ сей въ Литвє блазнѣмъ будзешъ. Той латина єзыкъ даєтъ, Та безъ Руси не вытрваєтъ. Ведзь же южъ, Русъ, ижъ тва хвала По всємъ свєтє южъ дойзрала Весели жъ се ты, русине, Тва слава никгды не зкгине. | Польща квітне латиною, Литва квітне русчизною, Без тої в Польщі не пробудеш, Без сеї в Литві блазнем будеш. Тій латина єзик дає, Та без Руси не витримає. Відай же, Русь, що твоя хвала По всім світі вже дозріла Веселися ж ти, русине, Твоя слава ніґди не згине! |